# جورج روبرت وايت
جورج روبرت وايت (بالإنجليزية: George Robert White)‏ هو شخصية أعمال أمريكي، ولد في 1847، وتوفي في 1922 في بوسطن في الولايات المتحدة.